# Sidney Wood
Sidney Wood (Bridgeport, 1º novembre 1911 – Palm Beach, 10 gennaio 2009) è stato un tennista statunitense.

## Carriera
Partecipando al Torneo di Wimbledon 1927 diventò il più giovane tennista ad aver giocato sui campi londinesi. In singolare partecipò all'età di 15 anni e 231 giorni mentre nel doppio maschile solo tre giorni dopo.
Con la vittoria di Wimbledon 1931 è diventato il terzo giocatore più giovane a vincere il singolare maschile a Londra. Nella finale il suo avversario, Frank Shields, non ha potuto scendere in campo per infortunio consegnando così, per la prima e unica volta nella storia di Wimbledon, il titolo a Wood senza giocare la finale.
Nel torneo di casa, gli U.S. National Championships, ha ottenuto ottimi risultati con due semifinali e una finale nel 1935 persa in tre set contro Wilmer Allison. Nel doppio maschile si conta una finale persa, sempre agli U.S. National Championships, nel 1942 dove ha partecipato in coppia con Ted Schroeder ma sono stati sconfitti da Bill Talbert e Gardnar Mulloy. Durante gli Internazionali di Francia 1932 raggiunge la sua unica finale nel doppio misto dove, insieme a Helen Wills Moody, viene sconfitto dalla coppia inglese formata da Betty Nuthall e Fred Perry.
In Coppa Davis partecipa a 14 match ottenendo un record di tre vittorie e zero sconfitte in doppio e di 5 vittorie e sei sconfitte nel singolare. Nel 1934 rappresentando la sua nazione arriva alla finale contro l'Inghilterra ma vengono sconfitti per quattro a uno. È stato inserito nella Tennis Hall of Fame nel 1964 e al giorno della sua morte era il più vecchio tennista vivente a farvi parte.